# Seychelles Islands Foundation
Pour les articles homonymes, voir Sif.
La Seychelles Islands Foundation, abrégée en SIF, est un organisme des Seychelles chargé de la gestion des sites du patrimoine mondial de l'Unesco aux Seychelles qui sont l'atoll d'Aldabra et la réserve naturelle de la vallée de Mai. Créée en 1979, son président est le président de la République des Seychelles.